# Phaciocephalus fimbriolata
Phaciocephalus fimbriolata är en insektsart som först beskrevs av Stsl 1862.  Phaciocephalus fimbriolata ingår i släktet Phaciocephalus och familjen Derbidae. Inga underarter finns listade i Catalogue of Life.